# Gambuh
El gambuh és una antiga forma de dansa-teatre balinesa. L'acompanya un conjunt instrumental anomenat gamelan gambuh.

## Història
El gambuh és una de les formes més antigues d'art escènica a Bali que sobreviu en l'actualitat. Data de finals l'era Majapahit (segle XV) i es suposa que ha variat molt poc des de llavors. Emiko Susilo escriu, «quan les danses-teatre de Majapahit varen arribar a Bali, adoptaren la tasca de preservar la tradició d'una dinastia caiguda». També va suposar la introducció d'un nou element narratiu a les arts escèniques balineses que va influir altres formes de dansa-teatre a l'illa, com la dansa amb màscara topeng i l'ópera arja. Durant segles va rebre suport per mecenatge a les corts reials de l'aristocràcia de Bali, en els que va arribar als seus punts més elevats de sofisticació. Quan caigueren les corts durant les sangants guerres amb els holandesos, aquest suport es va esvair i gran part de l'art del gambuh va desaparèixer. Com moltes altres arts que antigament depenien del mecenatge reial, el gambuh va trobar suport comunitari en ser interpretat en cerimònies dels temples.
En l'actualitat el gambuh quasi està extingit. L'any 1997 Susilo observà, «en total potser no hi ha més de quatre grups que interpretin l'estil gambuh». Fins i tot és poc popular entre intèrprets balinesos. Tant la dansa com la música son exigents tècnicament i complexes; el diàleg requereix coneixement de la llengua Kawi. Les actuacions son llargues i, a diferència dels espectacles wayang, no tenen escenes còmiques, el que suposa una exigència més gran per al públic potencial.

## Components teatrals
Combinant dansa, música i actuació, el gambuh aprofita el material narratiu del Malat (un conjunt de poemes sobre el príncep javanès fictici Raden Panji, una encarnació de Visnú. A la seva nit de casament, és separat de la seva promesa, Candra Kirana, començant una èpica en la qual els dos amants intenten retrobar-se durant anys per grans àrees de la Java medieval. Finalment es troben al camp de batalla, es reconeixen l'un a l'altre a través de les seves disfresses i viuen feliços per sempre més. Altres personatges serien els membres de la cort i els seus servents. Els personatges refinats (alus) parlen en Kawi, una antiga llengua literària, que és traduïda a l'audiència a balinès contemporani pels personatges de categoria més baixa.

## Gamelan gambuh
Un gamelan gambuh complet requereix aproximadament 17 músics per acompanyar la dansa-teatre i consta generalment dels instruments següents:
- 4 Sulings gambuh
- 1 Rebab
- 1 Gong mitjà
- 1 Kajar
- 2 Kendang
- 1 Kelenang
- 1 Gentorag
- 1 Rincik
- 1 Kenyir
- 1 Kangsi
- 1 Gumanak

## Galeria

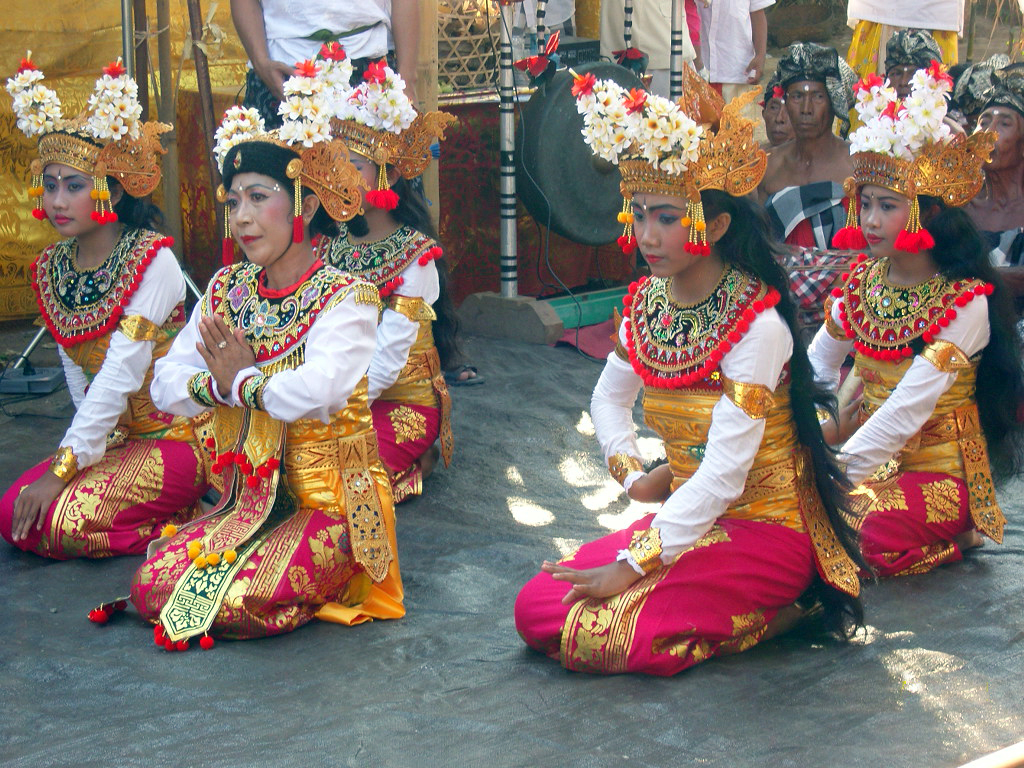
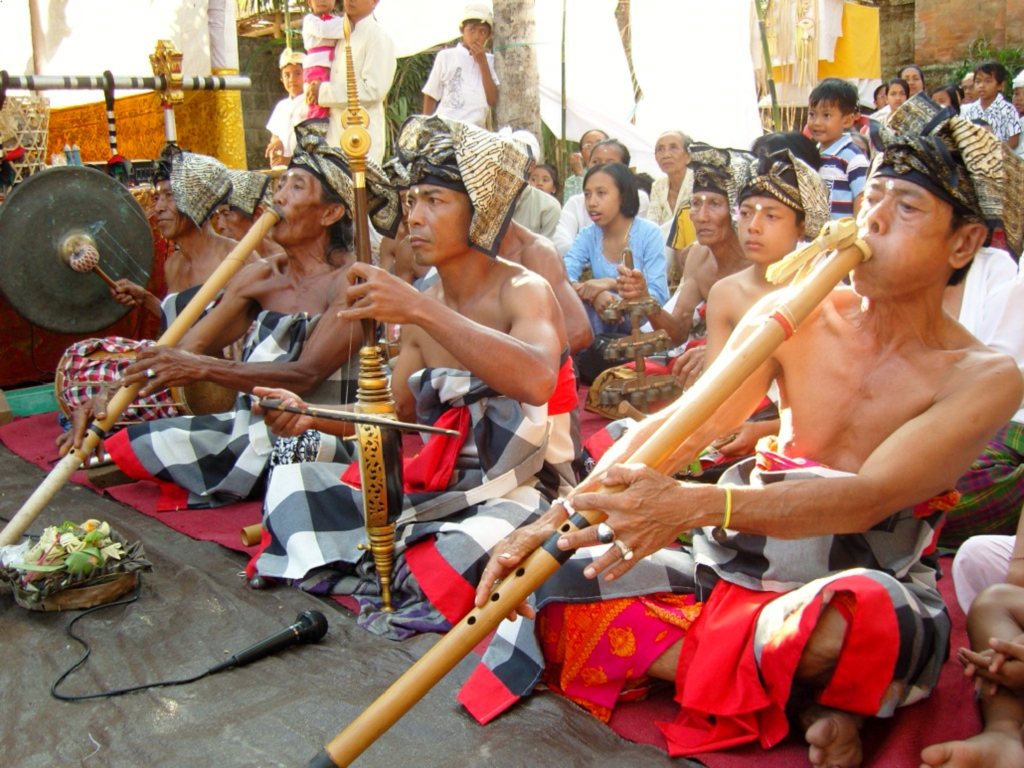
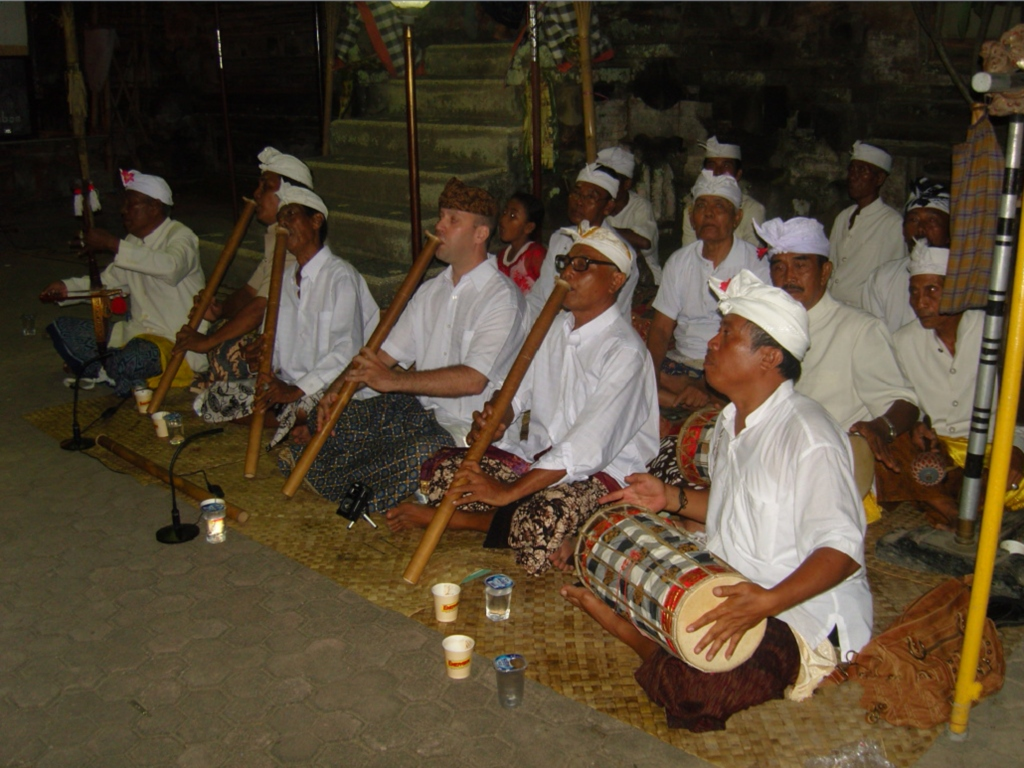